# Ліки від раку
Ліки від раку (англ. A Cure for Cancer) — роман британського письменника-фантаста Майкла Муркока, вперше надрукований 1971 року видавництвом «Allison and Busby». Є частиною книжкової серії «Джеррі Корнеліус»
Другий роман серії є, по суті, колажем абсурдських віньєток, багато з яких вперше з'явилися в еклектронному доступі британських та американських журналів.

## Сюжет
Джеррі живе в світі, воюючи з ним самим і, озброєний лише випадковим «вібропістолетом», здається, воює «проти історії» за свободу «випадковості» проти суворих умовностей, прикладом яких є його брат Френк. Зрештою, пошуки Джеррі, як би наближені, мабуть, більш до артистичних, ніж політичних.